# Carreu
Carreu es una entidad de población española, hoy día deshabitada, del municipio de Abella de la Conca, perteneciente a la provincia de Lérida, en la comunidad autónoma de Cataluña.

## Geografía
El nombre del lugar puede encontrarse mencionado con las formas Casas de Carreu y Carreu.

## Historia
A mediados del siglo XIX, el caserío, perteneciente por entonces al término de Boixols, tenía contabilizadas 7 casas. Aparece descrito en el quinto volumen del Diccionario geográfico-estadístico-histórico de España y sus posesiones de Ultramar de Pascual Madoz de la siguiente manera:

CARREU (casas de): cas. en la prov. de Lérida, part. jud. de Tremp. térm. jurisdiccional de Boixols: se halla sit. en el bosque, que lleva su nombre, el cual se compone de 7 casas á manera de chozas dispersas por él, á larga distancia unas de otras. El mencionado bosque muy poblado de arbolado de construccion y leña para combuslibles, es propiedad del señor barón de Abellá, en el cual viven en clase de colonos de dicho baron, pagándole la tercera parte de los frutos, que les producen las tierras que roturan y artigan, los que habitan las citadas chozas, y aunque arrastran una vida miserable, subsisten por efecto de su laboriosidad. El terreno es montuoso, pedregoso y quebrado: cultivan á las inmediaciones de las casas, un huerto que les surte de hortalizas, el cual se riega con el agua de algunas fuentecillas, que tienen dichas casas para sus necesidades domésticas. prod.: centeno, cebada, avena y patatas: cria ganado lanar y cabrio y hay alguna caza mayor y menor. pobl., riqueza y contr. (V.) Boixols: respecto á la jurisdiccion ecl., depende de la parr. de Montanixell en el part. jud. de la Seo de Urgel. (V.)
(Madoz, 1846, p. 621)

En 2023 la entidad singular de población de Carreu, perteneciente al municipio de Abella de la Conca, tenía empadronados 0 habitantes.